# Salon international de l'automobile de Genève 2021
L'édition 2021 du Salon international de l'automobile de Genève est un salon automobile annuel qui devait se tenir du 4 au 14 mars 2021 à Genève. Il se serait agi de la 90e édition internationale de ce salon, l'édition 2020 ayant été annulée en raison de l'expansion de l'épidémie de Covid-19. Par suite des conséquences financières de la pandémie de Coronavirus, l'édition 2021 a été elle-même annulée.

## Présentation
Olivier Rihs cède sa place de directeur du salon à Sandro Mesquita.